# Balazuc

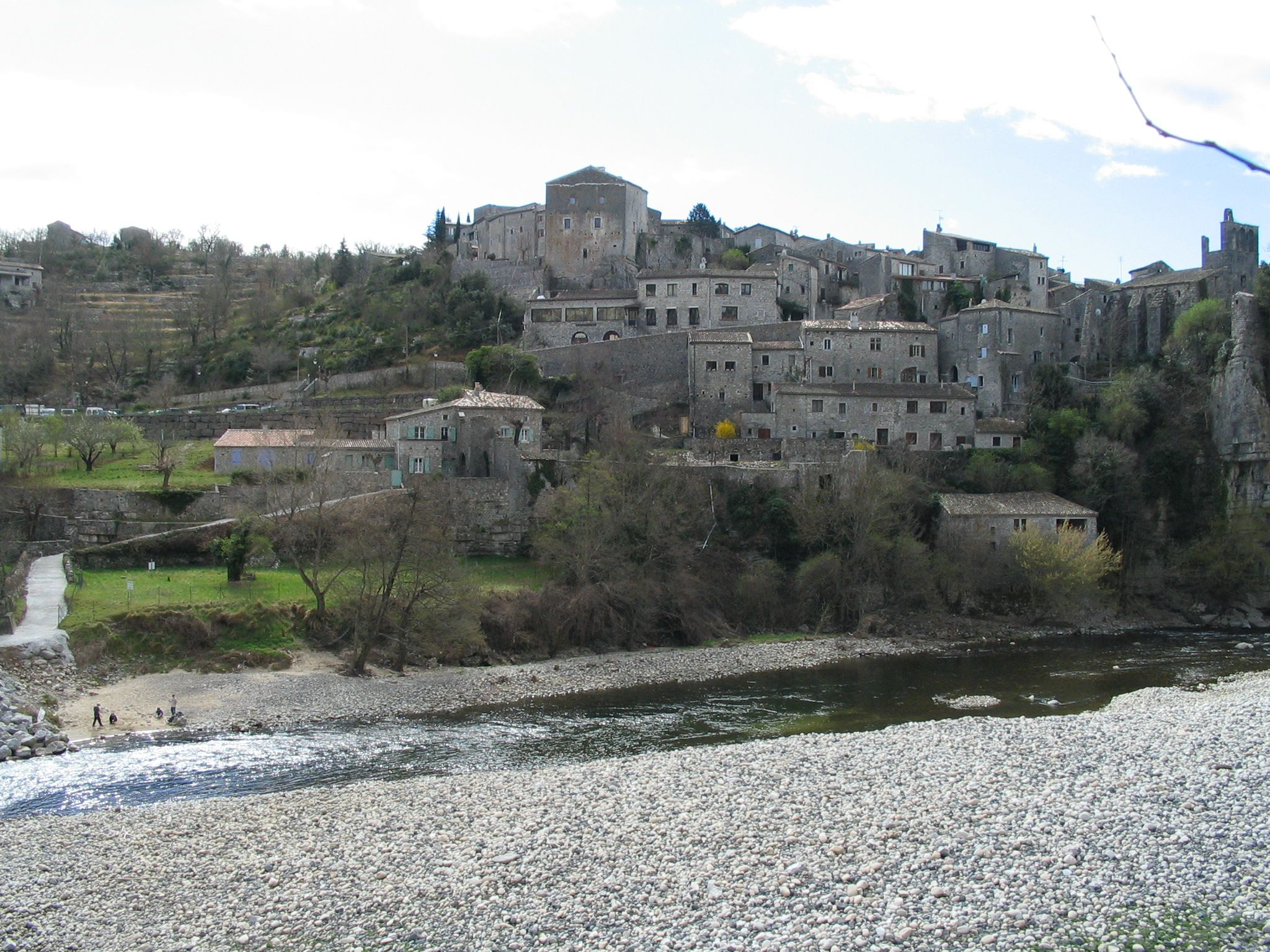
Otra vista de Balazuc

 Balazuc  es una población y comuna francesa, ubicada en la región de Ródano-Alpes, departamento de Ardèche, en el distrito de Largentière y cantón de Vallon-Pont-d'Arc.

## Demografía
| 248 | 218 | 213 | 275 | 277 | 337 |
| Para los censos de 1962 a 1999 la población legal corresponde a la población sin duplicidades (Fuente: INSEE [Consultar]) |     |     |     |     |     |